# Lewan Korghalidze
Lewan Korghalidze (ur. 21 lutego 1980 w Tbilisi) – gruziński piłkarz, grający w Metalurgi Rustawi. Występuje na pozycji pomocnika.

## Kariera klubowa
Korghalidze zanim zdecydował się wyjechać za granicę reprezentował barwy klubu Arsenali Tbilisi. W 1999 roku trafił do łotewskiego Skonto FC, w którym spędził aż siedem sezonów. Po krótkich pobytach w Torpedo Kutaisi i Sioni Bolnisi, ponownie trafił na Łotwę, tym razem do Dinaburg FC. Na początku 2008 roku został graczem młodawskiej drużyny Dacia Kiszyniów, w której, z przerwą na grę w SK Zestaponi, występował aż do 2011 roku. Latem 2011 roku przeniósł się do lokalnego rywala Zimbru Kiszyniów, w którym jednak nie pojawiał się zbyt często na boisku. Na początku 2013 roku powrócił do rodzinnego kraju i podpisał umowę z Metalurgi Rustawi.

## Kariera reprezentacyjna
W reprezentacji Gruzji zadebiutował 18 lutego 2004 roku w towarzyskim meczu przeciwko Rumunii. Na boisku pojawił się w 67 minucie meczu.
| Mecze i gole w reprezentacji | Mecze i gole w reprezentacji | Mecze i gole w reprezentacji | Mecze i gole w reprezentacji | Mecze i gole w reprezentacji | Mecze i gole w reprezentacji | Mecze i gole w reprezentacji |
| #                            | Data                         | Stadion                      | Rywal                        | Wynik                        | Gol                          | Rozgrywki                    |
| 2004                         | 2004                         | 2004                         | 2004                         | 2004                         | 2004                         | 2004                         |
| ---------------------------- | ---------------------------- | ---------------------------- | ---------------------------- | ---------------------------- | ---------------------------- | ---------------------------- |
| 1.                           | 18.02.2004                   | Larnaka, Cypr                | Rumunia                      | 0:3                          | 0                            | towarzyski                   |
| 2.                           | 19.02.2004                   | Nikozja, Cypr                | Cypr                         | 1:3                          | 0                            | towarzyski                   |
| 3.                           | 21.02.2004                   | Nikozja, Cypr                | Armenia                      | 1:2                          | 0                            | towarzyski                   |

## Sukcesy
Skonto
- Mistrzostwo Łotwy: 1999, 2000, 2001, 2002, 2003, 2004
- Puchar Łotwy: 2000, 2001, 2002

Dacia
- Mistrzostwo Mołdawii: 2011
- Puchar Mołdawii: 2009